# Земельный суд Клагенфурта
Земельный суд Клагенфурта (нем. Landesgericht Klagenfurt (LG Klagenfurt)) — государственный региональный суд компетентной юрисдикции федеральной земли Каринтия. Суд расположен в городе Клагенфурт.
Адрес суда: 9020 Клагенфурт, Йозеф-Вольфганг-Добернигштрасе, 2, тел. +43 463 5840.
Географические координаты Земельного суда Клагенфурта: 46°37′38″ с. ш. 14°18′24″ в. д.
Руководство суда (2016):
- Председатель земельного суда — Доктор Бернд Лучоуниг;
- заместитель председателя суда — Доктор Ульрике Светина;
- заместитель председателя суда — Магистр Манфред Херрнхофер;
- администратор суда — Ханнес Унтеркофлер.

## Полномочия суда
Земельный суд Клагенфурта является судом региональной инстанции и  рассматривает уголовные и гражданские дела, поступающих от 11, существующих в настоящее время, районных судов Каринтии. Он также рассматривает гражданские правовые отношения (за редкими исключениями) с суммами спора более 15000 евро. Кроме того, Земельный суд Клагенфурта, рассматривает апелляции на постановления районных судов Каринтии, а также рассматривает дела по трудовому и социальному законодательству Австрии в федеральной земле Каринтия независимо от суммы спора. Ведение реестра всех компаний, созданных в Каринтии, также является прерогативой для Земельного суда Клагенфурта.
Территориальная юрисдикция Земельного суда Клагенфурта охватывает всю федеральную землю Каринтия. Вышестоящим судом для него является Высший земельный суд Граца.
⇑

## Здание суда
Земельный суд Клагенфурта в настоящее время располагается в здании на Йозеф-Вольфганг-Добернигштрасе, 2.
Вход со стороны Пурчерштрасе (нем. Purtscherstraße) —
- Партер на входе: бухгалтерия и офис по регистрация компаний, судебный зал;
- 1-й этаж: фото-копировальная  № 146;
- 2-й этаж: гражданские ведомства, апелляционные отделы, департамент по банкротству, отдел правового сопровождения;
- 3-й этаж: руководство земельного суда, канцелярия.

Вход со стороны Сенной площади (нем. Heuplatz) —
- 2-й этаж: департамент по уголовным дела;
- 4-й этаж: департамент по трудовым и социальным спорам.

На первом этаже судебного здания размещаются офисы прокурора Клагенфурта. Другую информацию о Клагенфуртской прокуратуре можно найти на веб-сайте этой службы.
⇑

## История
Формирование суда
Строительство
Здание суда было построено в несколько этапов. Самая старая часть на Сенной площади (нем. Heuplatz) была построена в 1844 году. Суд расширили за счёт строения на Йозеф-Вольфганг-Добернигштрасе, 2 (нем. Josef Wolfgang Dobernigstraße 2) в 1928 году. Впоследствии это здание соединили с пристройкой, построенной в 1932 году на Пурчерштрасе (нем. Purtscherstraße).
Главный фасад Земельного суда Клагенфурта расположен на Йозеф-Вольфганг-Добернигштрасе (западная сторона строения).
Строение четырёхэтажное, с простой структурой, с расписным фронтоном второй четверти XX века, располагается на севере центральной части Клагенфурта во Внутреннем городе (нем. Innere Stadt (Klagenfurt am Wörthersee)) и образует комплекс из суда, прокуратуры и тюрьмы  (нем. Justizanstalt Klagenfurt). 
Создание и ликвидация императорско-королевского Апелляционного суда Клагенфурта рассмотрена в статье доктора Хадмара Фрезахера (нем. Hadmar Fresacher)
⇑

## Доказательства и источники
- Австрийская информационная система Rechtsinformationssystem des Bundes (RIS)  (нем.)
- Исторические законы и нормативные акты ALEX Historische Rechts- und Gesetzestexte Online  (нем.)
- Географические справочники, 1903÷1908 GenWiki  (нем.)
- Географические справочники GenWiki  (нем.)
- Австрия GenWiki  (нем.)
- Региональный научно-исследовательский портал GenWiki  (нем.)

⇑

## Внешние ссылки
- Немецко-русский переводчик, Google
- Земельный суд Клагенфурта на веб-сайте Министерства юстиции Австрии  (нем.)
- Географические координаты Земельного суда Клагенфурта: 46°37′38″ с. ш. 14°18′24″ в. д.HGЯO

## Лицензия
- Лицензия: Namensnennung 3.0 Österreich (CC BY 3.0 AT)  (нем.)